# Francisco Esquivel Morales
Francisco Esquivel Morales és un periodista espanyol nascut el 1956 que ha desenvolupat la major part de la seua trajectòria a la premsa escrita de la Comunitat Valenciana.
Llicenciat en Periodisme per la Universitat Complutense de Madrid, ha estat vinculat a la premsa local de la Comunitat Valenciana, concretament a Levante, diari valencià del qual fou subdirector, i a Información, periòdic líder de la província d'Alacant que Esquivel va dirigir des del juny de 1991 fins a l'octubre de 2004.
Francisco Esquivel i el seu successor en la direcció d'Información, Juan Ramón Gil, han sigut guardonats amb el premi Eisenhower. El 9 d'octubre de 2018 Esquivel i Gil van rebre aquest premi a Nova York.